# Cynorkis anacamptoides
Espèce
Synonymes
- Bicornella anacamptoides (Kraenzl.) Szlach. & Kras[1]
- Cynorkis anacamptoides var. anacamptoides[1]
- Cynorkis barlaea Schltr.[1]
- Cynorkis gymnadenoides Schltr.[1]
- Cynorkis platylepoides Kraenzl.[1]
- Habenaria calcarata Benth. ex Rolfe[1]
- Stenoglottis calcarata Rchb.f.[1]

Cynorkis anacamptoides est une espèce de plantes de la famille des Orchidées et du genre Cynorkis, présente dans l'île de Sao Tomé (Sao Tomé-et-Principe) et dans l'Afrique zambézienne.

## Liste des variétés
Selon Catalogue of Life (22 décembre 2018) :
- variété Cynorkis anacamptoides var. anacamptoides
- variété Cynorkis anacamptoides var. ecalcarata

Selon The Plant List (22 décembre 2018) :
- variété Cynorkis anacamptoides var. ecalcarata P.J.Cribb

Selon Tropicos (22 décembre 2018) (Attention liste brute contenant possiblement des synonymes) :
- variété Cynorkis anacamptoides var. anacamptoides
- variété Cynorkis anacamptoides var. ecalcarata P.J. Cribb